# 艾哈迈德·纳赛尔·莱西
艾哈迈德·纳赛尔·莱西（阿拉伯语：‎，另译艾哈迈德·纳赛尔·埃尔拉斯）是阿拉伯联合酋长国的一名高级警官。他目前担任国际刑警组织第30任主席和阿拉伯联合酋长国内政部少将。2024年2月21日，艾哈迈德·莱西曾在阿布扎比会见中国国务委员、中国公安部部长王小洪。